# Micromàgia
La micromàgia és una branca de la màgia amb objectes petits d'ús quotidià: escuradents, clips, llumins, monedes, papers, bitllets, agulles, gomes elàstiques, etc. L'il·lusionisme enfocat en les monedes anomenada es diu numismàgia. A causa de la mida dels objectes que es fan servir, per definició és fa de prop per un petit grup d'espectadors, tot i que ara amb una càmera i una pantalla, és possible actuar per a més gent.
Tot i que hi ha exemples anteriors, l'art es va realment desenvolupar a la segona meitat del segle xx. El mag nord-americà Albert Goshman (1920-1991) en va ser un dels pioners. Altres artistes reconeguts són el neerlandès Eddy Taytelbaum, el francès François Danis o l'anglès Alan Warner. Fora del món de l'espectacle, es fa servir també en la medicina, com a tècnica per a distraure l'atenció del pacient en operacions doloroses o difícils.